# Maurice Denham
Maurice Denham, född 23 december 1909 i Beckenham, Kent, död 24 juli 2002 i London, var en brittisk skådespelare.
Denham gjorde scendebut 1932. Sedan filmdebuten 1947 medverkade han i många filmer, men fick sina största framgångar på 1970-talet, bland annat i Söndag, satans söndag 1971 och Julia 1977.

## Filmografi (i urval)
- Daybreak (1947)
- Kapten Boycott (1947)
- Kanske ett brott (1947)
- Miljonpundsedeln (1953)
- Djuren gör revolt (1954) (röster till samtliga roller)
- Doktorn går till sjöss (1955)
- Vår man i Havanna (1959)
- Dessa fantastiska män i sina flygande maskiner (1965)
- Hjältarna från Telemarken (1965)
- På främmande mark (1965)
- Nikolaus och Alexandra (1971)
- Söndag, satans söndag (1971)
- Schakalen (1973)
- Julia (1977)
- Edward & Mrs. Simpson (1978; TV-miniserie)
- Lika barn och kärleken (1985: TV-film)
- 84, Charing Cross Road (1987)
- 4.50 från Paddington (1987; TV-film)